# リバタリアン党 (アルゼンチン)
リバタリアン党（リバタリアンとう、スペイン語: Partido Libertario）はアルゼンチンの政党である。

## 解説
2019年のアルゼンチン大統領選挙ではホセ・ルイス・エスペルトを支持し、2021年の議会選挙では、他の政党とともに「ラ・リベルタッド・アバンサ」（スペイン語: La Libertad Avanza、「自由が前進」）という連合を設立。党首ハビエル・ミレイを国政選挙候補者として支持し、その結果得票率17%で副議員に選出、党初の国会議員の議席を獲得した。
2023年のアルゼンチン大統領選挙ではハビエル・ミレイが55.69%を獲得して当選し、アルゼンチンでは史上初の自由主義政党が統治する事となった。